# Sunda (commune)
Pour les articles homonymes, voir Sunda (homonymie).
Sunda est une commune des îles Féroé, qui s'étend sur une grande partie des deux plus grandes îles de l'archipel : le quart nord-est de Streymoy (la plus grande partie de son territoire) et trois enclaves dans le nord d'Eysturoy.

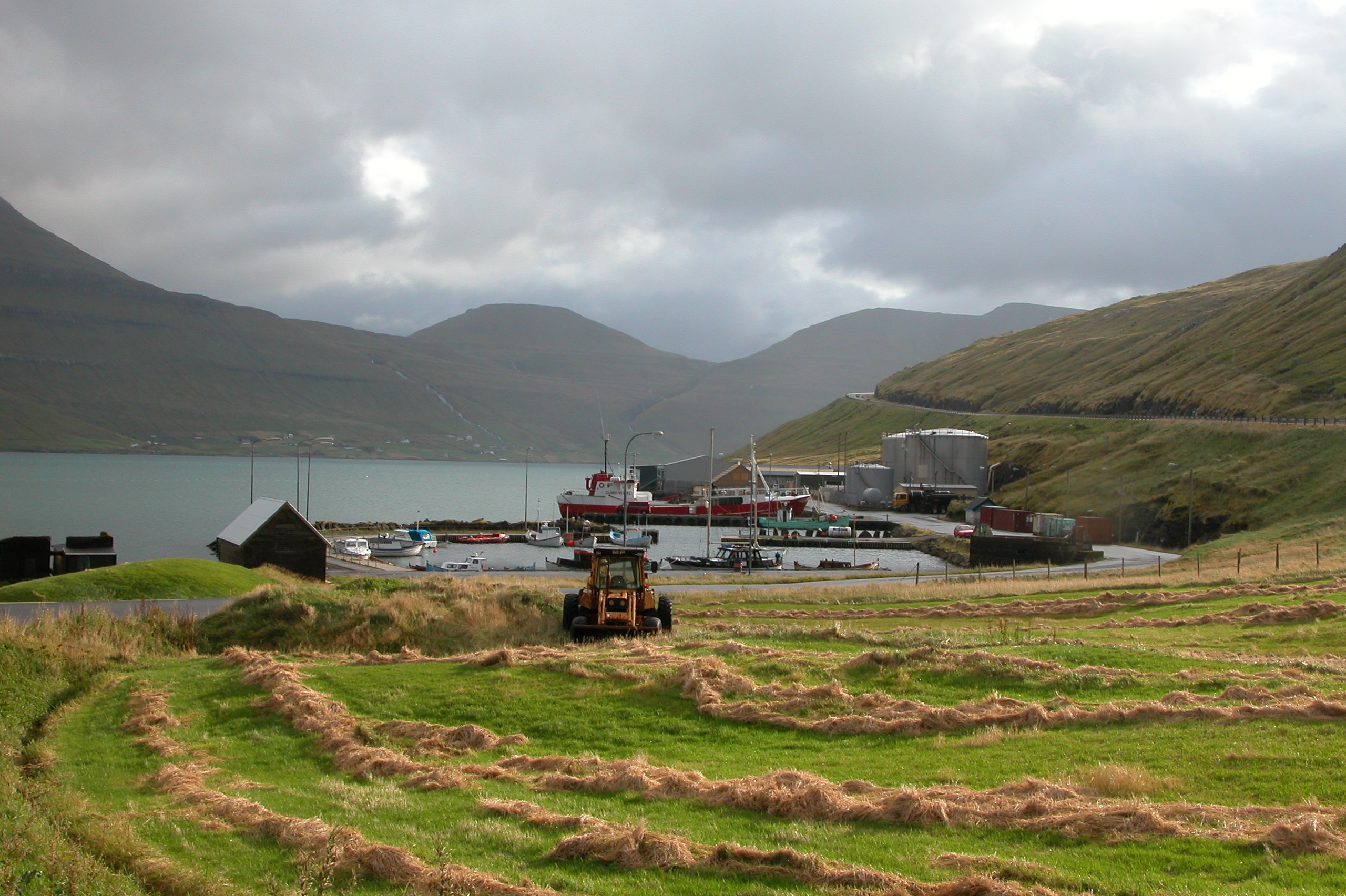
Village de Hósvík dans la municipalité

La commune actuelle comprend les villages de Hósvík, Streymnes, Hvalvík, Saksun, Langasandur, Haldórsvík, Tjørnuvík, Oyri, Oyrarbakki (chef-lieu), Norðskála et Gjógv.
À l'origine, Sunda désignait un regroupement peu structuré de petites municipalités - Hósvíkar, Hvalvíkar, Saksunar, Haldarsvíkar, Sunda et Gjáar - qui ont fusionné en 2005 et formé la commune de Sunda.
La population actuelle, de 1 655 habitants, est en constante augmentation. Cette augmentation est principalement due à la création d'une autoroute, qui passe par la commune et relie la partie nord-est de l'archipel à ses parties ouest et sud. Cette autoroute - actuellement l'une des principales artères des îles Féroé - dispose d'un pont qui enjambe le bras de mer entre les îles d'Eysturoy et de Streymoy, créant ainsi une région centrée autour du pont.
Le maire est Kim Durhuus, du Parti social-démocrate des îles Féroé, depuis 2009.